# The Jerry Springer Show

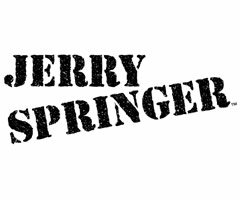

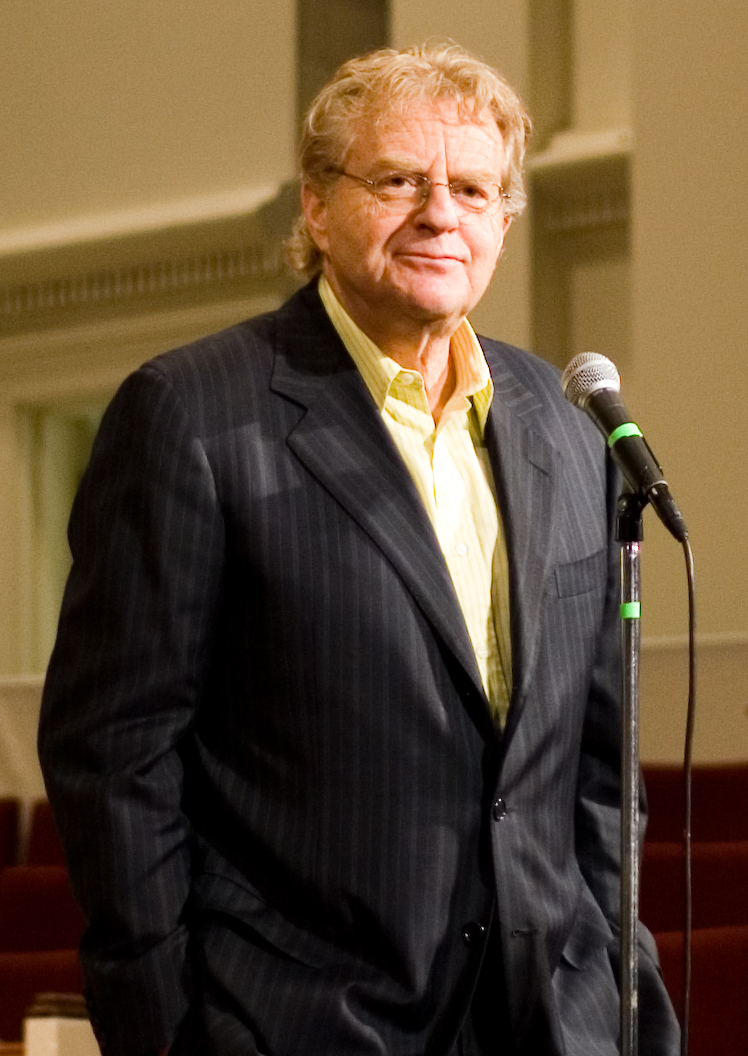
Jerry Springer

The Jerry Springer Show is een Amerikaans praatprogramma, gepresenteerd door Jerry Springer. De eerste uitzending was op 30 september 1991. In juni 2018 kondigde de zender NBC na ruim vierduizend afleveringen aan te stoppen met de show.
Het was aanvankelijk een rustig praatprogramma, met vooral beroemdheden en het onderwerp politiek. De kijkcijfers vielen echter tegen, waardoor er steeds meer controversiële onderwerpen en gasten aan bod kwamen. Al snel werd het programma hierdoor een nationale hit en niet lang daarna ook een internationale. Naast de controversiële onderwerpen vormen ook de verhitte discussies, vaak uitlopend op geweld door de gasten, een kenmerk van het programma.

## Inhoud
Een typische aflevering begint met een waarschuwing dat de inhoud wellicht ongeschikt is voor (te) jonge kijkertjes, waarna het podium getoond wordt waarop Springer verschijnt, terwijl het publiek zijn voornaam scandeert ('Jer-RY! Jer-RY!'). Vervolgens geeft Springer een korte introductie over het onderwerp, waarna de eerste gast arriveert. Hij wordt kort door Jerry geïnterviewd, waarna de tweede gast binnenkomt. Er ontstaat een discussie tussen de gasten, waarbij de emoties vaak hoog oplopen en de bewaking geleid door Steve Wilkos moet ingrijpen (het publiek scandeert dan 'Steve! Steve! Steve!'). Ook komt het vaak voor dat het een stelletje is waarvan de een bekent vreemd te gaan, waarna een vergelijkbare confrontatie met de derde gast (de geheime minnaar) volgt. Soms is er ook een vierde gast, bijvoorbeeld een familielid of bekende of een tweede geheime minnaar, die ook zijn of haar mening geeft, met wederom een gewelddadige confrontatie tot gevolg die door de bewaking gesust moet worden. Jerry Springer mengde zich niet direct in discussies, maar moedigde de deelnemers in dergelijke overspelsituaties wel aan een keuze te maken over met wie ze verder wilden.
Uiteindelijk krijgt het publiek de gelegenheid vragen te stellen of zijn mening te geven. Meestal werden de deelnemers beledigd of zwaar bekritiseerd, met wederom een geweldsuitbarsting tot gevolg. Sommige studiogasten maakten flirterige opmerkingen naar Steve of naar deelnemers die ze aantrekkelijk vonden, en vaak flashten vrouwelijke studiogasten in het publiek hun borsten. Soms moest de bewaking de gasten weerhouden het publiek aan te vallen of andersom, met name bij controversiële afleveringen met KKK-gasten. Serieuze vragen werden in latere afleveringen weggehoond door het publiek met ´Go to Oprah!´. Ook werd het meubilair vaak als wapen gebruikt, waarna Springer zich gedwongen voelde stoelen aan te schaffen die daar te zwaar voor waren. Ook namen deelnemers wel eens zaken als taart, milkshake, glitter, melk en dergelijken mee om hun rivalen mee te bekogelen. Pruiken en kleding sneuvelden regelmatig in de confrontaties en behalve de veiligheid van de deelnemers moesten de beveiligers ook zorg dragen voor de microfoons die de deelnemers op hun lichaam droegen. De uitzendingen werden gecensureerd; zo werden borsten, geslachtsdelen en billen met blokjes onherkenbaar gemaakt, werden obscene of profane uitingen weggepiept en werd de mond met het oog op liplezers in het kijkerspubliek ook onherkenbaar gemaakt.
In de meeste gevallen betrof het thema overspel waarbij een gast aan de partner een of zelfs twee geheime minnaars opbiechtte (waarbij soms ook de partner of een van de minnaars vreemd ging). Soms was een van de minnaars controversieel, bijvoorbeeld door een groot leeftijdsverschil of de seksuele geaardheid. Ook kwam het regelmatig voor dat een transseksueel in de show tegen haar onwetende partner dit onthulde, wat in de meeste gevallen niet werd geaccepteerd en tot afwijzende en soms gewelddadige reacties leidde.
Aan het eind van iedere aflevering sloot Jerry Springer af met wat stichtelijke woorden over het thema.

## Onderwerpen
Hoewel verschillende variaties op (heteroseksueel, homoseksueel en biseksueel) overspel een van de meest aangesneden thema's vormt, heeft het programma ook zeer veel andere controversiële onderwerpen aangesneden. Voorbeelden zijn racisme, homofobie, antisemitisme, zoöfilie, pedofilie en andere leeftijds-asymmetrische relaties, incest, satanisme, travestie, transseksualiteit, fetisjisme, echtscheiding en pornografie. Tot de meest bekende en meest controversiële afleveringen behoren interviews met Ku Klux Klan leden en neonazi's (die Springer wegens zijn joodse achtergrond uitscholden), verschillende incestrelaties (oma-kleinzoon, moeder-zoon, twee zussen), een man die zijn geslachtsdeel had afgesneden, een vrouw met 48 katten die zich als een kat gedroeg en ook kattenvoer at en dit aan haar kinderen voerde tot ongenoegen van haar echtgenoot, volwassenen die zich als baby´s gedroegen, en een aflevering over zoöfilie waaronder een man die een relatie met zijn paard had en zichzelf en zijn paard als 'getrouwd' beschouwde. 
Een andere opmerkelijke aflevering met een positievere toon was  er een waarbij de kandidaten dachten dat ze wegens familieproblemen geïnterviewd werden, maar uiteindelijk gekoppeld werden aan een bekende die een oogje op hem of haar had.  Ook kwam het voor dat de show verzoeken ontving van personen die de deelnemers aantrekkelijk of sympathiek vonden, zich niet konden vinden in de manier waarop zij behandeld werden door hun (ex-)partners, en de deelnemer wilde ontmoeten. Dit leidde soms ertoe dat de show een ontmoeting regisseerde, die soms eveneens controversieel was, bijvoorbeeld omdat de verzoeker zelf getrouwd was of een partner had. 
Een aflevering die leidde tot zware kritiek had ten onderwerp een meisje, Crystal, dat een seksuele relatie met de vriend van haar moeder had. De kritiek betrof dat het meisje minderjarig was en dus feitelijk misbruikt, en dat ze hulp nodig had in plaats daarvan van als onderwerp van sensatie op nationale TV te worden opgevoerd.  
Een aantal afleveringen is wegens de vergaand controversiële onderwerpen zelfs in verschillende landen niet uitgezonden (met name de aflevering ´I married a horse´ over zoöfilie), terwijl Springer een keer zelf het programma heeft onderbroken en is weggelopen uit afschuw over een gast die beweerde van iedereen, inclusief kinderen, pornosterren te kunnen maken. Hiervoor heeft hij later zijn excuses aan het publiek aangeboden. Verder accepteert Springer racisme niet, en heeft meermalen gedreigd gasten te verwijderen wegens racistische opmerkingen. Ook het slaan van vrouwen wordt door Springer zowel on- als off-stage niet getolereerd.